# Piotr Tempesta
Piotr, zwany Tempesta (czyli "burza"), fr. Pierre d'Anjou, wł. Pietro d'Angiò (ur. 1291, zm. 29 sierpnia 1315) – hrabia Eboli (od 1306 roku). Jego przydomek pochodził od jego burzliwego temperamentu.
Członek bocznej linii dynastii Kapetyngów, dwunaste dziecko  Karola II Andegaweńskiego, króla Neapolu oraz Marii Węgierskiej.

## Życiorys
W 1309 roku otrzymał i zachował Nocerę i Isernię, zaś otrzymane również Montescaglioso wymienił na Sorrento i Castellammare di Stabia. Rozpoczął służbę u swojego brata, króla Neapolu Roberta I Mądrego, wspierając go przeciwko gibelinom z Uguccione della Faggiuola w Toskanii. Przyprowadził mu ze sobą 300 rycerzy za co otrzymał tytuł "Wikariusza Toskanii, Lombardii, Romagny, miasta Bertinoro, a także miasta Ferrara i Kapitana Generalnego gwelfów z Toskanii".
Świętował rok jubileuszowy w Sienie, a następnie przeniósł się do Florencji, gdzie przebywał wraz z rodziną Mozzi, a gmina przyznała mu żołd w wysokości 4000 florenów. 29 września 1314 zdobył Arezzo, tracąc równocześnie Lukkę na rzecz Uguccione. 
Razem z Filipem I z Tarentu, który na prośbę Roberta, przyprowadził posiłki na północ, początkowo odnosił sukcesy, ale w bitwie na równinie pod Montecatini ich siły połączone z gwelfami zostały pokonane przez Uguccione i gibelinów. 
Piotr i Filip wycofali się do Fucecchio. W drodze na bagnach Piotr zmarł, a jego ciała nigdy nie znaleziono.